# Piotr Cywiński (lekkoatleta)
Piotr Cywiński (ur. 20 lipca 1970) – polski lekkoatleta, dyplomowany osteopata, specjalista chiropraktyki, fizjoterapii oraz medycyny manualnej. Absolwent Międzynarodowej Szkoły Osteopatii ESO w Anglii[niewiarygodne źródło?].
Złoty medalista mistrzostw Europy juniorów w sztafecie 4 × 100 metrów (1989).
Srebrny medalista mistrzostw Polski w biegu na 400 metrów przez płotki (1992).
Reprezentował RKS Łódź.

## Rekordy życiowe
- bieg na 100 metrów – 10,71 (1990)[6][7]
- bieg na 200 metrów – 21,46 (1988)[8][7]
- bieg na 400 metrów – 47,89 (1990)[9][7]
- bieg na 400 metrów przez płotki – 51,50 (1992)[7]